# 雀鼠谷之战
雀鼠谷之战，隋炀帝大业十二年（616年）四月，在隋末民变中，隋朝右骁卫将軍李渊率军在雀鼠谷（今山西介休西）地区进剿甄翟儿的作战。另外，李世民指揮的柏壁戰役期間在唐武德三年（公元620年）2月於雀鼠谷的作戰也称雀鼠谷之战。
甄翟儿原为上谷（今河北易县）民军首领魏刀儿部将，拥兵十万，率领民变军攻打太原（今太原西南），大敗隋朝将军潘长文和慕容罗睺军，经常转战今山西北部地区，严重威胁太原。隋炀帝杨广为加强太原守备，于616年十二月，命李渊为太原留守，虎贲郎将王威、虎牙郎将高君雅为副将，率领河东太原兵马五六千人，进攻甄翟儿军。双方相遇于雀鼠谷。甄翟儿率军二万余人，布阵十余里，首尾相继，抗拒李渊军。李渊却布为二阵，以羸弱之兵居中，多张旗帜，全部辎重继后，为大阵；自率精骑数百分左右，为小阵。并舍弃一些辎重物资，以引诱甄军中计。交战时，王威领大阵居前进击，甄翟儿误认为是李渊所在，便率甄军精锐迎战。甄军战士见官军辎重，舍鞍争相取物。李渊率左、右二队，突然进击，甄军大乱。李渊与其次子李世民率领步骑兵乘势纵击，大败甄翟儿部，俘获甚多。